# Giovanni Mosciatti
Giovanni Mosciatti (ur. 23 stycznia 1958 w Matelica) – włoski duchowny rzymskokatolicki, biskup diecezjalny Imoli od 2019.

## Życiorys
Święcenia kapłańskie przyjął 6 grudnia 1986 i został inkardynowany do diecezji Fabriano-Matelica. Pracował głównie jako duszpasterz parafialny, był także m.in. rektorem seminarium (2006–2012), diecezjalnym duszpasterzem młodzieży (2001–2012) i powołań (1997–2019), a także wicedyrektorem kurialnego wydziału ds. szkolnictwa (2012–2019).
31 maja 2019 papież Franciszek prekonizował go biskupem diecezjalnym Imola. Sakry biskupiej udzielił mu 13 lipca 2019 Matteo Maria Zuppi – arcybiskup metropolita Bolonii w katedrze San Cassiano w Imoli.